# NGC 1827
NGC 1827 је спирална галаксија у сазвежђу Голуб која се налази на NGC листи објеката дубоког неба.
Деклинација објекта је - 36° 57' 37" а ректасцензија 5h 10m 4,4s. Привидна величина (магнитуда) објекта NGC 1827 износи 12,6 а фотографска магнитуда 13,3. Налази се на удаљености од 11,6000 милиона парсека од Сунца. NGC 1827 је још познат и под ознакама ESO 362-6, MCG -6-12-8, AM 0508-370, IRAS 05083-3701, PGC 16849.